# Smush Parker

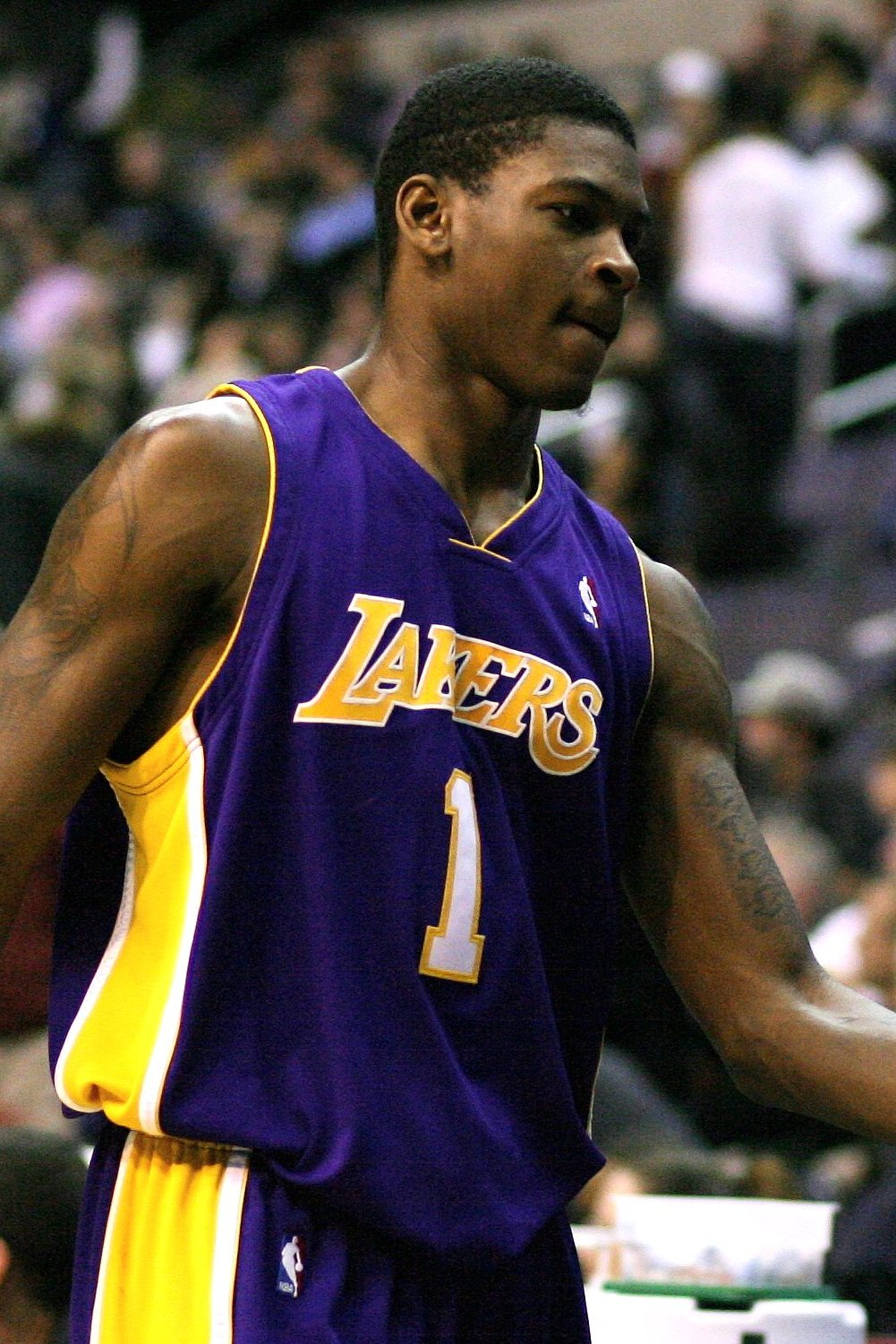
Imagem de Smush Parker.

William Henry "Smush" Parker (nascido em 1 de junho de 1981, em New York, New York) é um jogador profissional de basquetebol.